# Margret Boveri
Margret Antonie Boveri (Würzburg, 14 de agosto de 1900 – Berlín, 6 de julio de 1975)  fue una de las periodistas y escritoras alemanas más conocidas del período posterior a la Segunda Guerra Mundial. Recibió el Premio de la Crítica Alemana y la Orden del Mérito de la República Federal de Alemania.

## Primeros años de vida
Magret Boveri nació el 14 de agosto de 1900  en Würzburg, Alemania. Sus padres eran los biólogos Theodor Boveri, alemán, y Marcella O'Grady Boveri, norteamericana. Margret desarrolló un interés temprano por las culturas y la política extranjeras después de pasar tiempo con personas de varios países en una estación de zoología en Nápoles.  Su padre murió en 1915 y su madre regresó a Estados Unidos en 1925, quedándose ella en Alemania.
Debido a la falta de un programa universitario en política exterior en Alemania, Margret estudió alemán, historia, filosofía e inglés en la Universidad de Würzburg. En 1932 completó su doctorado en Berlín con una tesis sobre la política exterior británica. En su disertación presentó una visión negativa sobre las relaciones internacionales de Gran Bretaña; postura que mantuvo a lo largo de su carrera periodística. Según explicó ella, su cambio hacia el periodismo en lugar de la diplomacia y la política se debió al ascenso de Adolf Hitler al poder en enero de 1933, dado que no quería trabajar estrechamente con el régimen nazi. Al principio tenía la intención de trabajar en el periódico Frankfurter Zeitung. Sin embargo, no pudo incorporarse al mismo, ya que fue rechazada debido a le dijeron que las mujeres no podían cubrir política en el periodismo.</ref>

## Carrera
Desde 1934 trabajó en la sección de Asuntos Exteriores del periódico Berliner Tageblatt, donde fue ascendida por el editor Paul Scheffer.  Más tarde, Boveri atribuyó su éxito a la tutoría de Scheffer: "Fue gracias a Scheffer que comencé a convertirme en un nombre". Después de obtener reconocimiento como experta en política exterior, y debido al tradicional dominio masculino en el periodismo, comenzó a utilizar una firma neutral en cuanto al género como Dr. M. Boveri. Más tarde señaló: "La feminidad había desaparecido. Los lectores a veces me preguntaban si yo era la esposa del Dr. M."
Desde 1939 hasta 1943 (cuando el periódico fue prohibido) trabajó como corresponsal extranjera del periódico Frankfurter Zeitung en Estocolmo y Nueva York. El gobierno nazi le concedió la Medalla al Mérito de Guerra en 1941; aunque ella nunca fue miembro del Partido Nacionalsocialista. Después de que Estados Unidos entrara en la guerra, fue internada durante un tiempo en Nueva York antes de ser devuelta, a petición propia, a Europa. En mayo de 1942 llegó a Lisboa, donde continuó su labor como corresponsal, ahora si, del Frankfurter Zeitung. Mientras estaba en Lisboa conoció a la periodista suiza Annemarie Schwarzenbach, que moriría poco después en un accidente en Suiza.
Después de que el gobierno alemán prohibiera el Frankfurter Zeitung en 1943, Boveri regresó a Berlín, donde su apartamento fue destruido en un ataque aéreo. Luego comenzó a trabajar como redactora de informes en la embajada alemana en Madrid antes de regresar a Berlín en 1944 para trabajar como escritora independiente en el semanario del Partido Nazi Das Reich.

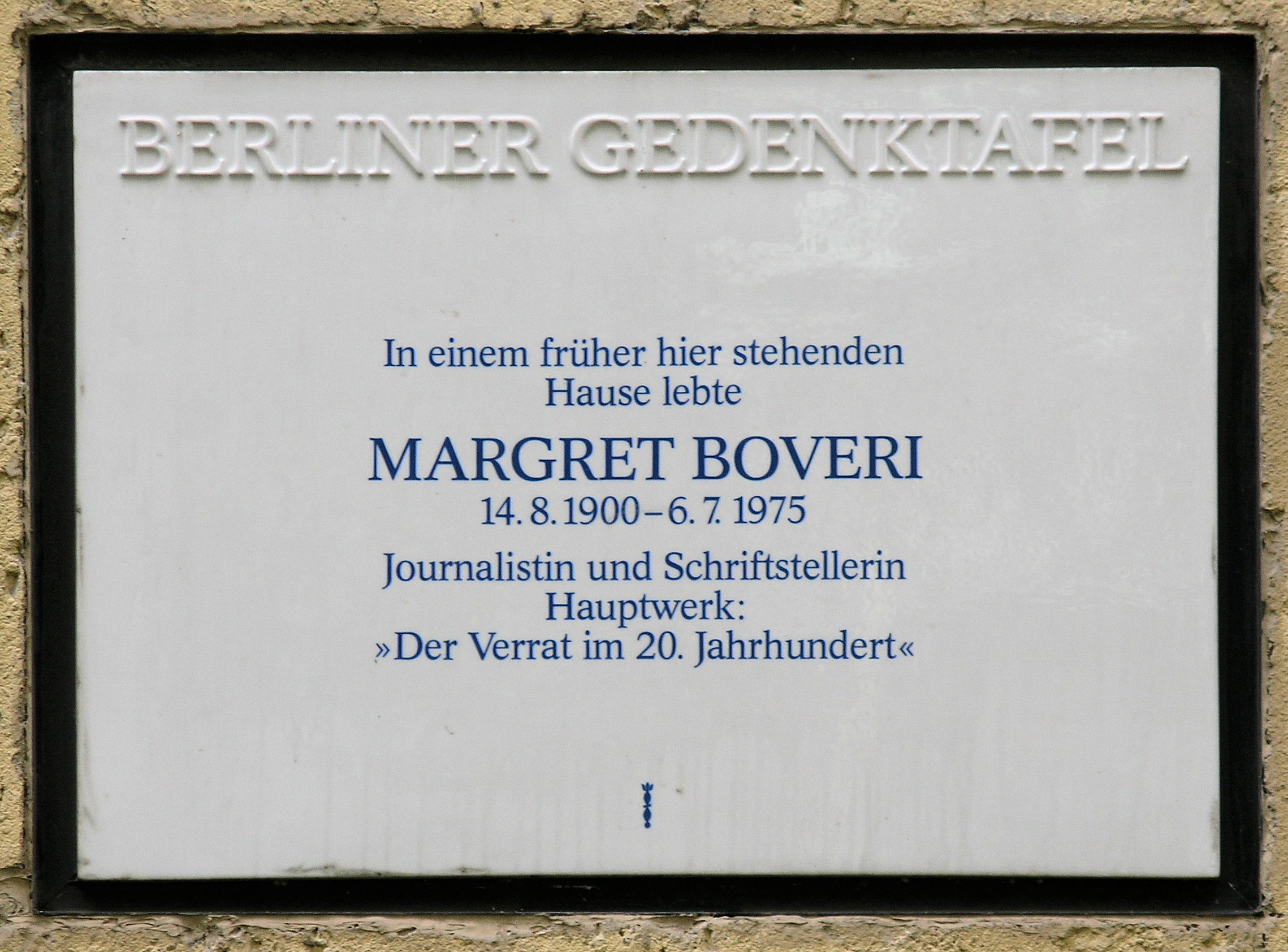
Memorial en Opitzstraße 8 en Berlín-Steglitz

Después de la guerra, Boveri desaprobó la división de Alemania por parte de los aliados en zonas políticas separadas, postura que contó con el apoyo de Konrad Adenauer, y mantuvo su oposición a la división de Alemania hasta la década de 1960. En 1968 recibió el Premio de la Crítica Alemana y en 1970 el Bundesverdienstkreuz, el máximo honor civil en Alemania Occidental, por promover el entendimiento entre Alemania Oriental y Occidental. Entre sus amigos y conocidos se encontraban Wilhelm Conrad Röntgen, Theodor Heuss, Ernst von Weizsäcker, Freya von Moltke, Ernst Jünger, Carl Schmitt, Armin Mohler, Gottfried Benn y Uwe Johnson . 
Murió en Berlín en 1975. 

## Vida personal
Margret apreciaba su identidad de mujer poco convencional. Tomó lecciones de vuelo. También poseía un coche personal con el que viajaba por zonas de Europa que la gente, no sólo las mujeres, rara vez tenía la oportunidad de visitar. Poco antes de incorporarse al Berliner Tageblatt, en 1933, condujo por Marruecos, Túnez y Argelia . Estos viajes constituyeron sus primeras publicaciones.